# Balsamus, l'uomo di Satana
Balsamus, l'uomo di Satana è un film del 1968, il primo diretto da Pupi Avati.

## Trama
In una cittadina dell'Emilia-Romagna un ciarlatano chiamato Balsamus (chiaro riferimento al conte di Cagliostro) esercita un forte ascendente sulla popolazione: egli pretende di risolvere casi di sterilità umana e animale e raccoglie attorno a sé in una setta molte signore borghesi credulone. In realtà gran parte del lavoro è eseguito dai suoi aiutanti, il nobile Alliata, amante della moglie, e il domestico Ottavio. Assieme a questi e alla suocera vive in una grande dimora indossando costumi settecenteschi; credendo di aver avvelenato la suocera e di essere in grado di resuscitarla, Balsamus intende compiere su di sé un esperimento che dovrebbe aumentare il proprio ascendente sugli adepti della setta, ma tutto si risolve tragicamente.

## Stile
Nonostante il titolo e il materiale promozionale della pellicola, lo storico di cinema Roberto Curti ne ha messo in discussione il genere cinematografico, dichiarando che non è un film horror, ma un film che "incorpora elementi di commedia, con un'insistenza sui caratteri regionali, ma la sua caratteristica principale è il grottesco."

## Produzione
Balsamus, l'uomo di Satana è stato prodotto da una troupe di persone che il regista Pupi Avati conosceva personalmente. La sceneggiatura è stata scritta da Avati con i suoi amici Enzo Leonardo e Giorgio Celli. Il fratello del regista, Antonio Avati, recita nel film nel ruolo di Dorillo. Pupi Avati in seguito descrisse la sceneggiatura come una "approfondita ricerca linguistica, lessicale e storica. Vi abbiamo messo tutto il possibile e altro, nell'illusione di essere apprezzati da chi sa chi o dove. Cosa che non è successa."
Il protagonista del film Ariano Tonelli (accreditato come Bob Tonelli) non era un attore professionista, ma un giovane imprenditore locale che dichiarò di poter raccogliere i soldi necessari per produrre la pellicola. Si presentò sul set insieme a un misterioso "Mister X" che firmò assegni per 160 milioni di lire. L'identità di "Mister X" era dell'uomo d'affari Carmine Domenico Rizzo. Bob Tonelli recitò in seguito in altri film di Avati.
Balsamus, l'uomo di Satana è stato girato vicino a Bologna e presso i De Paolis In.Ci.R. Studios di Roma.

## Distribuzione
Il film è stato presentato alla commissione di censura italiana solo nel gennaio 1970, quasi due anni dopo aver terminato la produzione. È stato distribuito in Italia il 28 gennaio 1970. Ha incassato un totale di 34 milioni di lire a livello nazionale.